# Playoffs NBA 1991
Navigation
Édition précédente Édition suivante
Les Playoffs NBA 1991 sont les playoffs de la saison NBA 1990-1991. Ils ont été remportés par les Bulls de Chicago de Michael Jordan et Scottie Pippen qui ont battu les Lakers de Los Angeles de Magic Johnson 4 manches à 1. Ils remportent ainsi le premier titre de leur histoire. Michael Jordan remporte le trophée de MVP des Finales.

## Fonctionnement
Au premier tour, l'équipe classée numéro 1 affronte l'équipe classée numéro 8, la numéro 2 la 7, la 3 la 6 et la 4 la 5. En demi-finale de conférence, l'équipe vainqueur de la série entre la numéro 1 et la numéro 8 rencontre l'équipe vainqueur de la série entre la numéro 4 et la numéro 5, et l'équipe vainqueur de la série entre la numéro 2 et la numéro 7 rencontre l'équipe vainqueur de la série entre la numéro 3 et la numéro 6. Les vainqueurs des demi-finales de conférence s'affrontent en finale de conférence. Les deux équipes ayant remporté la finale de leur conférence respective (Est ou Ouest) sont nommées championnes de conférence et se rencontrent ensuite pour une série déterminant le champion NBA.
Chaque série de playoffs se déroule au meilleur des 7 matches, sauf le premier tour qui se joue au meilleur des 5 matches.

## Classements de la saison régulière
| Champion de division | Qualifié pour les playoffs | Non qualifié pour les playoffs |

| Conférence Est | Conférence Est         | Conférence Est | Conférence Est | Conférence Est |
| No             | Franchise              | Vic.           | Déf.           | PCT            |
| -------------- | ---------------------- | -------------- | -------------- | -------------- |
| 1              | Bulls de Chicago C     | 61             | 21             | 74.4           |
| 2              | Celtics de Boston      | 56             | 26             | 68.3           |
| 3              | Pistons de Détroit     | 50             | 32             | 61.0           |
| 4              | Bucks de Milwaukee     | 48             | 34             | 58.5           |
| 5              | 76ers de Philadelphie  | 44             | 38             | 53.7           |
| 6              | Hawks d'Atlanta        | 43             | 39             | 52.4           |
| 7              | Pacers de l'Indiana    | 41             | 41             | 50.0           |
| 8              | Knicks de New York     | 39             | 43             | 47.6           |
|                |                        |                |                |                |
| 9              | Cavaliers de Cleveland | 33             | 49             | 40.2           |
| 10             | Bullets de Washington  | 30             | 52             | 36.6           |
| 11             | Nets du New Jersey     | 26             | 56             | 31.7           |
| 12             | Hornets de Charlotte   | 26             | 56             | 31.7           |
| 13             | Heat de Miami          | 24             | 58             | 29.3           |

| Conférence Ouest | Conférence Ouest          | Conférence Ouest | Conférence Ouest | Conférence Ouest |
| No               | Franchise                 | Vic.             | Déf.             | PCT              |
| ---------------- | ------------------------- | ---------------- | ---------------- | ---------------- |
| 1                | Trail Blazers de Portland | 63               | 19               | 76.8             |
| 2                | Spurs de San Antonio      | 55               | 27               | 67.1             |
| 3                | Lakers de Los Angeles     | 58               | 24               | 70.7             |
| 4                | Suns de Phoenix           | 55               | 27               | 67.1             |
| 5                | Jazz de l'Utah            | 54               | 28               | 65.9             |
| 6                | Rockets de Houston        | 52               | 30               | 63.4             |
| 7                | Warriors de Golden State  | 44               | 38               | 53.7             |
| 8                | SuperSonics de Seattle    | 41               | 41               | 50.0             |
|                  |                           |                  |                  |                  |
| 9                | Magic d'Orlando           | 31               | 51               | 37.8             |
| 10               | Clippers de Los Angeles   | 31               | 51               | 37.8             |
| 11               | Timberwolves du Minnesota | 29               | 53               | 35.4             |
| 12               | Mavericks de Dallas       | 28               | 54               | 34.1             |
| 13               | Kings de Sacramento       | 25               | 57               | 30.5             |
| 14               | Nuggets de Denver         | 20               | 62               | 24.4             |

C - Champions NBA

## Résultats

### Tableau
|  | 1er tour         | 1er tour                 | 1er tour                 |   |                           | Demi-finales de Conférence | Demi-finales de Conférence | Demi-finales de Conférence |  |   | Finales de Conférence     | Finales de Conférence | Finales de Conférence |  |    | Finales NBA      | Finales NBA | Finales NBA |
|  |                  |                          |                          |   |                           |                            |                            |                            |  |   |                           |                       |                       |  |    |                  |             |             |
|  | 1                | Bulls de Chicago         | 3                        |   |                           |                            |                            |                            |  |   |                           |                       |                       |  |    |                  |             |             |
|  | 8                | Knicks de New York       | 0                        |   |                           |                            |                            |                            |  |   |                           |                       |                       |  |    |                  |             |             |
|  | 8                | Knicks de New York       | 0                        |   | 1                         | Bulls de Chicago           | 4                          |                            |  |   |                           |                       |                       |  |    |                  |             |             |
|  |                  |                          |                          |   | 1                         | Bulls de Chicago           | 4                          |                            |  |   |                           |                       |                       |  |    |                  |             |             |
|  |                  | 5                        | 76ers de Philadelphie    | 1 |                           |                            |                            |                            |  |   |                           |                       |                       |  |    |                  |             |             |
|  | 4                | 5                        | 76ers de Philadelphie    | 1 | Bucks de Milwaukee        | 0                          |                            |                            |  |   |                           |                       |                       |  |    |                  |             |             |
|  | 4                |                          |                          |   | Bucks de Milwaukee        | 0                          |                            |                            |  |   |                           |                       |                       |  |    |                  |             |             |
|  | 5                | 76ers de Philadelphie    | 3                        |   |                           |                            |                            |                            |  |   |                           |                       |                       |  |    |                  |             |             |
|  | 5                | 76ers de Philadelphie    | 3                        |   |                           |                            |                            |                            |  | 1 | Bulls de Chicago          | 4                     |                       |  |    |                  |             |             |
|  | Conférence Est   |                          |                          |   |                           |                            |                            |                            |  | 1 | Bulls de Chicago          | 4                     |                       |  |    |                  |             |             |
|  |                  | 3                        | Pistons de Détroit       | 0 |                           |                            |                            |                            |  |   |                           |                       |                       |  |    |                  |             |             |
|  | 3                | 3                        | Pistons de Détroit       | 0 | Pistons de Détroit        | 3                          |                            |                            |  |   |                           |                       |                       |  |    |                  |             |             |
|  | 3                |                          |                          |   | Pistons de Détroit        | 3                          |                            |                            |  |   |                           |                       |                       |  |    |                  |             |             |
|  | 6                | Hawks d'Atlanta          | 2                        |   |                           |                            |                            |                            |  |   |                           |                       |                       |  |    |                  |             |             |
|  | 6                | Hawks d'Atlanta          | 2                        |   | 3                         | Pistons de Détroit         | 4                          |                            |  |   |                           |                       |                       |  |    |                  |             |             |
|  |                  |                          |                          |   | 3                         | Pistons de Détroit         | 4                          |                            |  |   |                           |                       |                       |  |    |                  |             |             |
|  |                  | 2                        | Celtics de Boston        | 2 |                           |                            |                            |                            |  |   |                           |                       |                       |  |    |                  |             |             |
|  | 2                | 2                        | Celtics de Boston        | 2 | Celtics de Boston         | 3                          |                            |                            |  |   |                           |                       |                       |  |    |                  |             |             |
|  | 2                |                          |                          |   | Celtics de Boston         | 3                          |                            |                            |  |   |                           |                       |                       |  |    |                  |             |             |
|  | 7                | Pacers de l'Indiana      | 2                        |   |                           |                            |                            |                            |  |   |                           |                       |                       |  |    |                  |             |             |
|  | 7                | Pacers de l'Indiana      | 2                        |   |                           |                            |                            |                            |  |   |                           |                       |                       |  | E1 | Bulls de Chicago | 4           |             |
|  |                  |                          |                          |   |                           |                            |                            |                            |  |   |                           |                       |                       |  | E1 | Bulls de Chicago | 4           |             |
|  |                  | O3                       | Lakers de Los Angeles    | 1 |                           |                            |                            |                            |  |   |                           |                       |                       |  |    |                  |             |             |
|  | 1                | O3                       | Lakers de Los Angeles    | 1 | Trail Blazers de Portland | 3                          |                            |                            |  |   |                           |                       |                       |  |    |                  |             |             |
|  | 1                |                          |                          |   | Trail Blazers de Portland | 3                          |                            |                            |  |   |                           |                       |                       |  |    |                  |             |             |
|  | 8                | SuperSonics de Seattle   | 2                        |   |                           |                            |                            |                            |  |   |                           |                       |                       |  |    |                  |             |             |
|  | 8                | SuperSonics de Seattle   | 2                        |   | 1                         | Trail Blazers de Portland  | 4                          |                            |  |   |                           |                       |                       |  |    |                  |             |             |
|  |                  |                          |                          |   | 1                         | Trail Blazers de Portland  | 4                          |                            |  |   |                           |                       |                       |  |    |                  |             |             |
|  |                  | 5                        | Jazz de l'Utah           | 1 |                           |                            |                            |                            |  |   |                           |                       |                       |  |    |                  |             |             |
|  | 4                | 5                        | Jazz de l'Utah           | 1 | Suns de Phoenix           | 1                          |                            |                            |  |   |                           |                       |                       |  |    |                  |             |             |
|  | 4                |                          |                          |   | Suns de Phoenix           | 1                          |                            |                            |  |   |                           |                       |                       |  |    |                  |             |             |
|  | 5                | Jazz de l'Utah           | 3                        |   |                           |                            |                            |                            |  |   |                           |                       |                       |  |    |                  |             |             |
|  | 5                | Jazz de l'Utah           | 3                        |   |                           |                            |                            |                            |  | 1 | Trail Blazers de Portland | 2                     |                       |  |    |                  |             |             |
|  | Conférence Ouest |                          |                          |   |                           |                            |                            |                            |  | 1 | Trail Blazers de Portland | 2                     |                       |  |    |                  |             |             |
|  |                  | 3                        | Lakers de Los Angeles    | 4 |                           |                            |                            |                            |  |   |                           |                       |                       |  |    |                  |             |             |
|  | 3                | 3                        | Lakers de Los Angeles    | 4 | Lakers de Los Angeles     | 3                          |                            |                            |  |   |                           |                       |                       |  |    |                  |             |             |
|  | 3                |                          |                          |   | Lakers de Los Angeles     | 3                          |                            |                            |  |   |                           |                       |                       |  |    |                  |             |             |
|  | 6                | Rockets de Houston       | 0                        |   |                           |                            |                            |                            |  |   |                           |                       |                       |  |    |                  |             |             |
|  | 6                | Rockets de Houston       | 0                        |   | 3                         | Lakers de Los Angeles      | 4                          |                            |  |   |                           |                       |                       |  |    |                  |             |             |
|  |                  |                          |                          |   | 3                         | Lakers de Los Angeles      | 4                          |                            |  |   |                           |                       |                       |  |    |                  |             |             |
|  |                  | 7                        | Warriors de Golden State | 1 |                           |                            |                            |                            |  |   |                           |                       |                       |  |    |                  |             |             |
|  | 2                | 7                        | Warriors de Golden State | 1 | Spurs de San Antonio      | 1                          |                            |                            |  |   |                           |                       |                       |  |    |                  |             |             |
|  | 2                |                          |                          |   | Spurs de San Antonio      | 1                          |                            |                            |  |   |                           |                       |                       |  |    |                  |             |             |
|  | 7                | Warriors de Golden State | 3                        |   |                           |                            |                            |                            |  |   |                           |                       |                       |  |    |                  |             |             |

### Résultats détaillés

#### Premier tour
| Conférence Est - Bulls de Chicago - Knicks de New York : 3 - 0 Game 1 @ Chicago : Chicago 126, New York 85 Game 2 @ Chicago : Chicago 89, New York 79 Game 3 @ New York : Chicago 103, New York 94 - Celtics de Boston - Pacers de l'Indiana : 3 - 2 Game 1 @ Boston : Boston 127, Indiana 120 Game 2 @ Boston : Indiana 130, Boston 118 Game 3 @ Indiana : Boston 112, Indiana 105 Game 4 @ Indiana : Indiana 116, Boston 113 Game 5 @ Boston : Boston 124, Indiana 121 - Pistons de Détroit - Hawks d'Atlanta : 3 - 2 Game 1 @ Detroit : Atlanta 103, Detroit 98 Game 2 @ Detroit : Detroit 101, Atlanta 88 Game 3 @ Atlanta : Detroit 103, Atlanta 91 Game 4 @ Atlanta : Atlanta 123, Detroit 111 Game 5 @ Detroit : Detroit 113, Atlanta 81 - Bucks de Milwaukee - 76ers de Philadelphie : 0 - 3 Game 1 @ Milwaukee : Philadelphie 99, Milwaukee 90 Game 2 @ Milwaukee : Philadelphie 116, Milwaukee 112 (Après prolongation) Game 3 @ Philadelphie : Philadelphie 121, Milwaukee 100 | Conférence Ouest - Trail Blazers de Portland - SuperSonics de Seattle : 3 - 2 Game 1 @ Portland : Portland 110, Seattle 102 Game 2 @ Portland : Portland 115, Seattle 106 Game 3 @ Seattle : Seattle 102, Portland 99 Game 4 @ Seattle : Seattle 101, Portland 89 Game 5 @ Portland : Portland 119, Seattle 107 - Spurs de San Antonio - Warriors de Golden State : 1 - 3 Game 1 @ San Antonio : San Antonio 130, Seattle 121 Game 2 @ San Antonio : Golden State 111, San Antonio 98 Game 3 @ Golden State : Golden State 109, San Antonio 106 Game 4 @ Golden State : Golden State 110, San Antonio 97 - L.A Lakers - Rockets de Houston : 3 - 0 Game 1 @ Los Angeles : Los Angeles 94, Houston 92 Game 2 @ Los Angeles : Los Angeles 109, Houston 98 Game 3 @ Houston : Los Angeles 94, Houston 90 - Suns de Phoenix - Jazz de l'Utah : 1 - 3 Game 1 @ Phoenix : Utah 129, Phoenix 90 Game 2 @ Phoenix : Phoenix 102, Utah 92 Game 3 @ Utah : Utah 107, Phoenix 98 Game 3 @ Utah : Utah 101, Phoenix 93 |

#### Demi-finales de conférence
| Conférence Est - Bulls de Chicago - 76ers de Philadelphie : 4 - 1 Game 1 @ Chicago : Chicago 105, Philadelphie 92 Game 2 @ Chicago : Chicago 112, Philadelphie 100 Game 3 @ Philadelphie : Philadelphie 99, Chicago 97 Game 4 @ Philadelphie : Chicago 101, Philadelphie 85 Game 5 @ Chicago : Chicago 100, Philadelphie 95 - Celtics de Boston - Pistons de Détroit : 2 - 4 Game 1 @ Boston : Detroit 105, Boston 92 Game 2 @ Boston : Boston 112, Detroit 100 Game 3 @ Detroit : Boston 99, Detroit 97 Game 4 @ Detroit : Detroit 101, Boston 85 Game 5 @ Boston : Detroit 100, Boston 95 Game 6 @ Boston : Detroit 100, Boston 95 (Après prolongation) | Conférence Ouest - Trail Blazers de Portland - Jazz de l'Utah : 4 - 1 Game 1 @ Portland : Portland 117, Utah 97 Game 2 @ Portland : Portland 118, Utah 116 Game 3 @ Utah : Utah 107, Portland 101 Game 4 @ Utah : Portland 104, Utah 101 Game 5 @ Portland : Portland 103, Utah 96 - L.A Lakers - Warriors de Golden State : 4 - 1 Game 1 @ Los Angeles : Los Angeles 126, Golden State 116 Game 2 @ Los Angeles : Golden State 125, Los Angeles 124 Game 3 @ Utah : Los Angeles 115, Golden State 112 Game 4 @ Utah : Los Angeles 123, Golden State 107 Game 5 @ Los Angeles : Los Angeles 124, Golden State 119 (Après prolongation) |

#### Finales de conférence
| Conférence Est - Bulls de Chicago - Pistons de Détroit : 4 - 0 Game 1 @ Chicago : Chicago 94, Detroit 83 Game 2 @ Chicago : Chicago 105, Detroit 97 Game 3 @ Detroit : Chicago 113, Detroit 107 Game 4 @ Detroit : Chicago 115, Detroit 94 | Conférence Ouest - Trail Blazers de Portland - L.A Lakers : 2 - 4 Game 1 @ Portland : Los Angeles 111, Portland 106 Game 2 @ Portland : Portland 109, Los Angeles 98 Game 3 @ Los Angeles : Los Angeles 106, Portland 92 Game 4 @ Los Angeles : Los Angeles 116, Portland 95 Game 5 @ Portland : Portland 95, Los Angeles 84 Game 6 @ Los Angeles : Los Angeles 91, Portland 90 |

#### Finales NBA
- Bulls de Chicago - L.A Lakers : 4 - 1

Game 1 @ Chicago : Los Angeles 93, Chicago 91
Game 2 @ Chicago : Chicago 107, Los Angeles 86
Game 3 @ Los Angeles : Chicago 104, Los Angeles 96 (Après prolongation)
Game 4 @ Los Angeles : Chicago 97, Los Angeles 82
Game 5 @ Los Angeles : Chicago 108, Los Angeles 101